# Kościelec (Beskid Mały)
Kościelec (ok. 795 m) – południowy skraj wierzchołka Jaworzyny w Beskidzie Małym. Na mapie Compassu jest zaznaczony bez podanej wysokości, jest podpisany także na lotniczej mapie Geoportalu, na dokładnej poziomicowej mapie Geoportalu widać jednak, że nie ma tutaj żadnego szczytu, a tylko załamanie grzbietu Jaworzyny; od wysokości 835 m do ok. 735 m grzbiet Jaworzyny opada dość łagodnie, od 740 m do ok. 650 m bardzo stromo. Północno-zachodnie stoki Kościelca opadają do doliny Isepnicy w Międzybrodziu Żywieckim, zaś południowo-wschodnie wschodnie ku wsi Kocierz Moszczanicki i dolinie potoku Kocierzanka.
Kościelec, mimo że nie jest szczytem, ma jednak znaczenie topograficzne. Na Kościelcu bowiem grzbiet Jaworzyny rozgałęzia się; główny ciąg grzbietu poprzez Stary Groń biegnie dalej w południowo-zachodnim kierunku do Jeziora Żywieckiego, krótsza odnoga zachodnia opada do Soły (na odcinku między Jeziorem Żywieckim a Jeziorem Międzybrodzkim). Kościelec jest porośnięty lasem. Wśród świerków miejscami rosną poskręcane buki. Planowane jest utworzenie w tym rejonie obszaru ochronnego, który chroniłby kwaśną buczynę górska z ciemiężycą zieloną. Z rzadkich gatunków owadów znaleziono w tym rejonie chrząszcza biegacza pomarszczonego. Mimo zalesienia miejscami (dzięki wiatrołomom) z grzbietu między Kościelcem a szczytem Jaworzyny odsłaniają się widoki. Widoczny jest Żar ze zbiornikiem elektrowni szczytowo-pompowej, Jezioro Międzybrodzkie, a za nim grupę Magurki Wilkowickiej ze szczytami Czupla, Gaików i Chrobaczej Łąki.
Przez Kościelec biegnie granica między Żywcem i Tresną (obydwie miejscowości w powiecie żywieckim, województwie śląskim). Prowadzi przez niego niebieski szlak turystyczny. U jego podnóży, w tzw. Rozstajach pod Kościelcem krzyżuje się ze szlakiem żółtym.
Szlaki turystyczne
 Tresna – Kościelec – Jaworzyna – Przełęcz Cisowa – Maleckie – Szeroka Przełęcz (Przysłop Cisowy). Czas przejścia: 3 h, ↓ 2:10 h
 Międzybrodzie Żywieckie – Rozstaje pod Kościelcem – Stary Groń – Wilczy Jar (Żywiec).